# Józef Serafin (organista)
Józef Serafin (ur. 1 maja 1944 w Krakowie) – polski organista i pedagog.

## Życiorys
W 1968 roku ukończył z odznaczeniem Państwową Wyższą Szkołę Muzyczną w Krakowie, gdzie studiował w klasie organów Bronisława Rutkowskiego i Jana Jargonia. W latach 1970–1972 odbył studia w Hochschule für Musik und darstellende Kunst w Wiedniu (od 1998 Universität für Musik und darstellende Kunst Wien) pod kierunkiem Antona Heillera, uzyskując dyplom z odznaczeniem i nagrodę specjalną.
Jest laureatem pierwszych nagród na Ogólnopolskim Konkursie Muzyki Dawnej w Łodzi (1964), Ogólnopolskim Konkursie Organowym w Warszawie (1967) oraz Międzynarodowym Konkursie Organowym w Norymberdze (1972). Koncertował w niemal wszystkich krajach Europy, a także w Japonii, Kanadzie i Stanach Zjednoczonych. Dokonał licznych nagrań radiowych i telewizyjnych w kraju oraz za granicą, a także płytowych.
Jest profesorem Akademii Muzycznej w Warszawie oraz profesorem i kierownikiem Katedry Organów w Akademii Muzycznej w Krakowie. W 1996 roku prowadził klasę mistrzowską w Seulu w Korei Południowej. 
Brał udział w pracach jury międzynarodowych konkursów organowych w Norymberdze, Pradze, Manchesterze, Beauvais i Gdańsku.
Od wielu lat jest kierownikiem artystycznym Międzynarodowego Festiwalu Muzyki Organowej i Kameralnej w Kamieniu Pomorskim oraz Leżajsku.